# Wayne Roycroft
Wayne Roycroft, född den 21 maj 1946 i Mansfield i Australien, är en australisk ryttare.
Han tog OS-brons i lagtävlingen i fälttävlan i samband med de olympiska ridsporttävlingarna 1976 i Montréal.